# Argostemma macrosepalum
Argostemma macrosepalum är en måreväxtart som beskrevs av Friedrich Anton Wilhelm Miquel. Argostemma macrosepalum ingår i släktet Argostemma och familjen måreväxter. Inga underarter finns listade i Catalogue of Life.